# Abdelkader Boutiche
Abdelkader Boutiche (en arabe : عبد القادر بوطيش), né le 26 octobre 1996 à Oran, est un footballeur algérien qui évolue au poste de milieu de terrain à la JS Saoura.

## Biographie
Abdelkader Boutiche est formé chez les jeunes dans la grande école de l'ASM Oran. Il passe chez les seniors en 2015 et y restera quatre saisons. Le 21 janvier 2020, il signe en faveur du MC Oran.